# Yōko Ogawa
Yōko Ogawa (小川洋子, Ogawa Yōko) Okayama, 30 de març de 1962 és una escriptora japonesa. La seva obra ha guanyat la majoria dels premis literaris més importants del Japó, entre els quals hi ha el Premi Akutagawa i el Premi Yomiuri. Pel que fa als seus premis a nivell internacional, destaquen els premis Shirley Jackson i American Book. D'altra banda, la seva novel·la La policia de la memòria va ser seleccionada a la llista curta del Premi Internacional Booker el 2020.
Algunes de les seves obres més reconegudes són La fórmula preferida del professor, La piscina i Hotel Iris.

## Biografia
Yoko Ogawa va néixer en Okayama, en la prefectura homònima, i es va graduar a la Universitat Waseda. Actualment viu en Ashiya, Hyogo, amb el seu marit i fill. Des de 1988 ha publicat obres de ficció i no ficció. La seva novel·la La fórmula preferida del professor ha estat adaptada al cinema. L'any 2006 va escriure Una introducció a les matemàtiques més elegants del món amb Masahiko Fujiwara, un matemàtic, com un diàleg sobre l'extraordinària bellesa dels números.
La pel·lícula L'Annulaire (L'anell anul·lar), dirigida per Diane Bertrand i protagonitzada per Olga Kurylenko, estrenada a França l'any 2005, està basada en l'obra de Yoko Ogawa, Kusuriyubi no hyōhon (薬指の標本).
L'escriptor Kenzaburō Ōe ha dit: «Yoko Ogawa és capaç de donar expressió als elements més subtils de la psicologia humana en una prosa subtil però penetrant». La subtilesa resideix en part en el fet que els personatges de Ogawa sovint no semblen saber per què actuen de la forma en què actuen.
El seu estil es basa en l'acumulació de detalls, una tècnica potser més eficaç en les seves obres breus; el lent ritme de desenvolupament en les obres més extenses requereix algun tipus d'intervenció «deus ex machina» per a resoldre les trames. Al lector se li presenta una profunda descripció dels protagonistes, en la seva majoria, encara que no sempre, dones, com observen, senten i raonen, reflectint la societat japonesa i especialment el paper de les dones en ella.
El to de les seves obres varia del surrealista al grotesc i a vegades introdueix elements humorístics, mostrant-se psicològicament ambigua i inquietant. Hotel Iris, una de les seves obres més extensa té un contingut sexual més explícit que la resta de la seva obra.

## Premis
- 1988 Premi Kaien per la seva obra inicial Desintegració de la papallona (Agehacho ga kowareru toki, 揚羽蝶が壊れる時)
- 1990 Premi Akutagawa per l'embaràs de la meva germana (Ninshin karendaa, 妊娠 カレンダー)
- 2004 Premi Yomiuri per la fórmula preferida del professor (Hakase no aishita sushiki, 博士の愛した数式)
- 2004 Premi Izumi per Burafuman no maisō, ブラフマンの埋葬)
- 2006 Premi Tanizaki per la nena que anava en hipopòtam a l'escola (Mīna no kōshin, ミーナの行進)
- 2008 Premi Shirley Jackson per The Diving Pool.[5]
- 2014 Independent Foreign Fiction Prize per Revenge: Eleven Dark Tales[6]

## Obres traduïdes a català
- Hotel Iris [ホテル・アイリス]. Traducción de Jordi Mas. (Ediciones B, 2002)

## Obres traduïdes a l'anglès
- The Man Who Sold Braces (Gibusu o uru fita, ギブスを売る人, 1998); translated by Shibata Motoyuki, Manoa, 13.1, 2001.
- The Cafeteria in the Evening and a Pool in the Rain (Yūgure no kyūshoku shitsu to estimi no pūru, 夕暮れの給食室と雨のプール, 1991); translated by Stephen Snyder, The New Yorker, 9/2004. read
- Pregnancy Diary (Ninshin karendā, 妊娠カレンダー, 1991); translated by Stephen Snyder, The New Yorker, 12/2005. read
- The Gift of Numbers (Hakase no aishita sūshiki, 博士の愛した数式, 2003); translated by Yosei Sugawara, Nova York : Picador, 2006. ISBN 0-312-42597-X - Not currently available on amazon.com, and not really clear whether it was ever published at all; however, recently resurfaced in a different translation (see below).
- The Diving Pool: Three Novellas (Daibingu pūru, ダイヴィング・プール, 1990; Ninshin karendā, 妊娠カレンダー, 1991; Domitory, ドミトリイ, 1991); translated by Stephen Snyder, Nova York: Picador, 2008. ISBN 0-312-42683-6
- The Housekeeper and the Professor (Hakase no aishi ta sūshiki, 博士の愛した数式, 2003); translated by Stephen Snyder, Nova York : Picador, 2008. ISBN 0-312-42780-8 (years ago announced as "The Gift of Numbers" in a different translation)
- Transit (Toranjitto, トランジット, 1996); translated by Allisa Freedman, Japanese Art: The Scholarship and Legacy of Xinès Kaori, special issue of Review of Japanese Culture and Society, vol. XV (Center for Inter-Cultural Studies and Education, Josai University, December 2003): 114-125. ISSN 0913-4700

## Altres obres
- Hotel Iris (Hoteru Airisu, ホテル・アイリス, 1996; disponible en francès, alemany, portuguès, català, grec, italià, eslovè)
- L'anell anul·lar (Kusuriyubi no hyōhon, 薬指の標本, 1994; disponible en francès, alemany, grec, italià)
- Amores al marge (Yohaku no ai, 余白の愛, 1991; disponible en francès i alemany)
- El museu del silenci (Chinmoku hakubutsukan, 沈黙博物館, 2000; disponible en francès i alemany)

Altres obres
- Kanpeki na byōshitsu, 完璧な病室, 1989
- Agehachō ga kowareru toki, 揚羽蝶が壊れる時, 1989, Premi Kaien
- Same nai kōcha, 冷めない紅茶, 1990
- Shugā taimu, シュガータイム, 1991
- Angelina sa motoharu to 10 no tanpen, アンジェリーナ―佐野元春と10の短編, 1993
- Yōsei ga mai oriru yoru, 妖精が舞い下りる夜, 1993
- Rokukakukei no shō heya, 六角形の小部屋, 1994
- Anne Furanku no kioku, アンネ・フランクの記憶, 1995
- Shishū suru shōjo, 刺繍する少女, 1996
- Yasashī uttae, やさしい訴え, 1996
- Kōritsui ta kaori, 凍りついた香り, 1998
- Kamoku na shigai, midara na tomurai, 寡黙な死骸みだらな弔い, 1998
- Fukaki kokoro no soko yori, 深き心の底より, 1999
- Gūzen no shukufuku, 偶然の祝福, 2000
- Mabuta, まぶた, 2001
- Kifujin A no sosei, 貴婦人Aの蘇生, 2002
- Burafuman no maisō, ブラフマンの埋葬, 2004, Izumi Prize
- Jo ni mo utsukushī sūgaku nyūmon, 世にも美しい数学入門, 2005 (Una introducció a les matemàtiques més elegants del món)
- Inu no shippo o nedi nagara, 犬のしっぽを撫でながら, 2006
- Otogibanashi no wasuremono, おとぎ話の忘れ物, 2006 (il·lustrat)
- Mīna no kōshin, ミーナの行進, 2006 (il·lustrat), Premi Tanizaki
- Umi, 海 2006
- Ogawa Yōko taiwa shū, 小川洋子 対話集, 2007 (converses)
- Monogatari no yakuwari, 物語の役割, 2007